# Time Trax
Time Trax (retitulada en España como Misión en el tiempo) es una serie de televisión de ciencia ficción que fue emitida de 1993 a 1994. Tiene 43 episodios y trata de un policía del futuro que tiene cazar a criminales que han huido al presente para enviarlos otra vez al futuro.

## Argumento
En el año 2193 un genio científico llamado Mordecai Sahmbi ha creado una máquina del tiempo llamada TRAX que puede transportar a personas 200 años al pasado. Sin embargo, el estado no continuó financiando su proyecto. Por ello, Sahmbi vende viajes en el tiempo a criminales que quieren evadir la justicia para conseguir así la financiación de su proyecto y continuarlo. De esa manera más de un centenar de ellos han llegado a nuestra época.
Ese alarmante incremento de evasiones exitosas es descubierto por la policía y como medida prioritaria se decide fundar la "Sección de recuperación de fugitivos", una fuerza especialmente dedicada a investigar y detener esas evasiones bajo el mando del capitán Darien Lambert, el más destacado integrante del cuerpo policial de su época.
Cuando Lambert descubre más tarde la verdad al respecto, consiguiendo además demostrar el crimen de Sahmbi y aprehenderlo, este logra escapar con un truco a 1993 asesinando a la novia del capitán Lambert como daño colateral de su huida. En el presente Sahmbi desea continuar con su proyecto de una máquina del tiempo, además de utilizar su avanzado intelecto y conocimientos para poder crear tecnologías con las que pretende controlar el curso de la historia a su conveniencia.
Ante esto, Lambert decide viajar en persona al pasado para detener a Sahmbi y atrapar a cada uno de los criminales fugitivos que huyeron al pasado gracias a él y devolverlos al futuro. Para ello recibe el apoyo de una supercomputadora llamada SELMA y un arma especial. Sin embargo Sahmbi ha descubierto su presencia y una lucha a muerte empieza entre ambos.

## Reparto
- Dale Midkiff - Darien Lambert
- Elizabeth Alexander - Selma
- Peter Donat - Mordecai Sahmbi

## Producción
La serie se rodó en Queensland, Australia.